# Richard Jatzek
Richard Jatzek (* 22. Mai 1906 in Sandhofen (Mannheim); † 24. Februar 1943 in Stuttgart) war ein deutscher kommunistischer Widerstandskämpfer gegen den Nationalsozialismus.

## Leben
Richard Jatzek entstammte einer Arbeiterfamilie aus Sandhofen bei Mannheim. Als junger Mann wurde er Mitglied der Kommunistischen Partei Deutschlands (KPD) und beteiligte sich am Kampf gegen die faschistische Bewegung.
Nachdem mit der Machtergreifung der NSDAP die KPD zerschlagen wurde bzw. in den Untergrund ging, versuchte Richard nach der ersten Verhaftungswelle 1934 zusammen mit seiner Frau Mathilde, sowie mit seinen Genossen Daniel Seitzinger, Friedrich Schwier und Leo Strobanski in Sandhofen eine neue Ortsgruppe der Partei aufzubauen. Auch mit dienstverpflichteten Genossen seiner Partei im Arbeitsdienstlager hatte er Kontakt. Dort wurden Flugblätter und Verteilschriften hergestellt. In einer Verteilerstation wurden Briefwechsel und Anweisungen weitergeleitet. Diese Gruppe wurde aber 1935 durch die Gestapo zerschlagen.
Später beteiligte sich Richard in der Lechleiter-Gruppe ebenfalls wieder als Verteiler. Auch diese Gruppe wurde aufgedeckt und ihre Mitglieder vor dem Oberlandesgericht Stuttgart zum Tode verurteilt und hingerichtet.
Jatzeks sterbliche Überreste wurde mit denen anderer Widerstandskämpfer „zu Forschungszwecken“ an das Anatomische Institut der Universität Heidelberg überführt. Am 22. Juli 1950 wurde eine Gemeinschaftsgrabstätte auf dem Heidelberger Bergfriedhof angelegt, wo Jatzek und 26 weitere Opfer des NS-Regimes bestattet wurden. An der Mauer wurde eine Gedenktafel angebracht. Am 1. November 2001 wurde eine auf der Gemeinschaftsgrabstätte installierte Stele des Künstlers Günter Braun aus Eppelheim und auch eine aufgestellte Namenstafel mit den Namen der Deutschen Opfer des Nationalsozialismus der Öffentlichkeit übergeben.

## Erinnerung
- Am 7. September 2002 wurde im ehemaligen Freya-Kino von Mannheim von einer Geschichtswerkstatt der Gartenstadt eine Ausstellung „Widerstand gegen den Nationalsozialismus“ gezeigt, in der auch Jatzeks Wirken dokumentiert worden ist.[2]